# Fluorek prometu(III)
Fluorek prometu(III), PmF
3 – nieorganiczny związek chemiczny, połączenie fluoru i prometu na III stopniu utlenienia.
Powstaje w reakcji prometu z gazowym fluorem:
2Pm + 3F
2 → 2PmF
3
PmF
3 może z kolei służyć do otrzymania wolnego prometu, gdyż w temperaturze 800 °C ulega redukcji litem. Reakcja ta została opisana w 1962 r.:
PmF
3 + 3Li → Pm + 3 LiF